# Philadelphia 76ers 2017-2018
La stagione 2017-2018 dei Philadelphia 76ers è stata la 69ª stagione della franchigia nella NBA.

## Draft
| Giro | Scelta | Giocatore        | Ruolo | Nazionalità | Università/Squadra |
| ---- | ------ | ---------------- | ----- | ----------- | ------------------ |
| 1    | 1      | Markelle Fultz   | P     | Stati Uniti | Washington         |
| 1    | 25     | Anžejs Pasečņiks | C     | Lettonia    | Gran Canaria       |
| 2    | 36     | Jonah Bolden     | AG    | Australia   | FMP Belgrado       |
| 2    | 50     | Mathias Lessort  | AG    | Francia     | Nanterre 92        |

## Roster
| \| Pos. \| Num. \| Naz. \| Nome \| Altezza \| Peso \| Data nascita \| Provenienza \| \| ---- \| ---- \| ---- \| ------------------------ \| ------- \| ------ \| ------------ \| --------------- \| \| G/AP \| 1 \| \| Anderson, Justin \| 198 cm \| 104 kg \| 19-11-1993 \| Virginia \| \| P/G \| 0 \| \| Bayless, Jerryd \| 191 cm \| 91 kg \| 20-08-1988 \| Arizona \| \| AP \| 33 \| \| Covington, Robert \| 206 cm \| 102 kg \| 14-12-1990 \| Tennessee State \| \| C \| 21 \| \| Embiid, Joel (C) \| 213 cm \| 113 kg \| 16-03-1994 \| Kansas \| \| P \| 20 \| \| Fultz, Markelle \| 193 cm \| 91 kg \| 29-05-1998 \| Washington \| \| AG/C \| 22 \| \| Holmes, Richaun \| 208 cm \| 107 kg \| 15-10-1993 \| Bowling Green \| \| AG \| 23 \| \| İlyasova, Ersan \| 208 cm \| 107 kg \| 15-05-1987 \| Turchia \| \| P \| 11 \| \| Jackson, Demetrius (TW) \| 185 cm \| 91 kg \| 07-09-1994 \| Notre Dame \| \| AG/C \| 5 \| \| Johnson, Amir \| 206 cm \| 109 kg \| 01-05-1987 \| Westchester HS \| \| G/AP \| 30 \| \| Korkmaz, Furkan \| 201 cm \| 86 kg \| 24-07-1997 \| Turchia \| \| G/AP \| 7 \| \| Luwawu-Cabarrot, Timothé \| 198 cm \| 91 kg \| 09-05-1995 \| Francia \| \| P \| 12 \| \| McConnell, T.J. \| 188 cm \| 86 kg \| 25-03-1992 \| Arizona \| \| G \| 17 \| \| Redick, J.J. \| 193 cm \| 91 kg \| 24-06-1984 \| Duke \| \| AG \| 9 \| \| Šarić, Dario \| 208 cm \| 101 kg \| 08-04-1994 \| Croazia \| \| P/A \| 25 \| \| Simmons, Ben \| 208 cm \| 104 kg \| 20-07-1996 \| LSU \| \| G/AP \| 18 \| \| Belinelli, Marco \| 196 cm \| 95 kg \| 25-03-1986 \| Italia \| | Allenatore - Brett Brown Assistente/i - Jim O'Brien - Monty Williams - Billy Lange - Lloyd Pierce - Kevin Young - John Bryant - John Townsend Legenda - (C) Capitano - (FA) Free agent - (S) Sospeso - (TW) Contratto Two-way - (GL) Assegnato a squadra G League affiliata - Infortunato Roster • Transazioni · Ultima transazione: 23 marzo 2018 |                        |                          |         |        |              |                 |
| Pos. | Num. | Naz.                   | Nome                     | Altezza | Peso   | Data nascita | Provenienza     |
| G/AP | 1 | Stati Uniti (bandiera) | Anderson, Justin         | 198 cm  | 104 kg | 19-11-1993   | Virginia        |
| P/G | 0 | Stati Uniti (bandiera) | Bayless, Jerryd          | 191 cm  | 91 kg  | 20-08-1988   | Arizona         |
| AP | 33 | Stati Uniti (bandiera) | Covington, Robert        | 206 cm  | 102 kg | 14-12-1990   | Tennessee State |
| C | 21 | Camerun (bandiera)     | Embiid, Joel (C)         | 213 cm  | 113 kg | 16-03-1994   | Kansas          |
| P | 20 | Stati Uniti (bandiera) | Fultz, Markelle          | 193 cm  | 91 kg  | 29-05-1998   | Washington      |
| AG/C | 22 | Stati Uniti (bandiera) | Holmes, Richaun          | 208 cm  | 107 kg | 15-10-1993   | Bowling Green   |
| AG | 23 | Turchia (bandiera)     | İlyasova, Ersan          | 208 cm  | 107 kg | 15-05-1987   | Turchia         |
| P | 11 | Stati Uniti (bandiera) | Jackson, Demetrius (TW)  | 185 cm  | 91 kg  | 07-09-1994   | Notre Dame      |
| AG/C | 5 | Stati Uniti (bandiera) | Johnson, Amir            | 206 cm  | 109 kg | 01-05-1987   | Westchester HS  |
| G/AP | 30 | Turchia (bandiera)     | Korkmaz, Furkan          | 201 cm  | 86 kg  | 24-07-1997   | Turchia         |
| G/AP | 7 | Francia (bandiera)     | Luwawu-Cabarrot, Timothé | 198 cm  | 91 kg  | 09-05-1995   | Francia         |
| P | 12 | Stati Uniti (bandiera) | McConnell, T.J.          | 188 cm  | 86 kg  | 25-03-1992   | Arizona         |
| G | 17 | Stati Uniti (bandiera) | Redick, J.J.             | 193 cm  | 91 kg  | 24-06-1984   | Duke            |
| AG | 9 | Croazia (bandiera)     | Šarić, Dario             | 208 cm  | 101 kg | 08-04-1994   | Croazia         |
| P/A | 25 | Australia (bandiera)   | Simmons, Ben             | 208 cm  | 104 kg | 20-07-1996   | LSU             |
| G/AP | 18 | Italia (bandiera)      | Belinelli, Marco         | 196 cm  | 95 kg  | 25-03-1986   | Italia          |

## Classifiche

### Atlantic Division
| Atlantic Division      | Atlantic Division | Atlantic Division | Atlantic Division | Atlantic Division | Atlantic Division | Atlantic Division | Atlantic Division | Atlantic Division |
| Squadra                | V                 | S                 | V%                | PR                | Casa              | Trasf             | Div               | PG                |
| ---------------------- | ----------------- | ----------------- | ----------------- | ----------------- | ----------------- | ----------------- | ----------------- | ----------------- |
| c – Toronto Raptors    | 59                | 23                | .720              | 0,0               | 34–7              | 25–16             | 12–4              | 82                |
| x – Boston Celtics     | 55                | 27                | .671              | 4,0               | 27–14             | 28–13             | 12–4              | 82                |
| x – Philadelphia 76ers | 52                | 30                | .634              | 7,0               | 30–11             | 22–19             | 9–7               | 82                |
| N.Y. Knicks            | 29                | 53                | .354              | 30,0              | 19–22             | 10–31             | 6–10              | 82                |
| Brooklyn Nets          | 28                | 54                | .341              | 31,0              | 15–26             | 13–28             | 1–15              | 82                |

### Eastern Conference
| Eastern Conference | Eastern Conference        | Eastern Conference | Eastern Conference | Eastern Conference | Eastern Conference | Eastern Conference |
| #                  | Squadra                   | V                  | S                  | V%                 | PR                 | PG                 |
| ------------------ | ------------------------- | ------------------ | ------------------ | ------------------ | ------------------ | ------------------ |
| 1                  | c – Toronto Raptors *     | 59                 | 23                 | .720               | –                  | 82                 |
| 2                  | x – Boston Celtics        | 55                 | 27                 | .671               | 4,0                | 82                 |
| 3                  | x – Philadelphia 76ers    | 52                 | 30                 | .634               | 7,0                | 82                 |
| 4                  | y – Cleveland Cavaliers * | 50                 | 32                 | .610               | 9,0                | 82                 |
| 5                  | x – Indiana Pacers        | 48                 | 34                 | .585               | 11,0               | 82                 |
| 6                  | y – Miami Heat *          | 44                 | 38                 | .537               | 15,0               | 82                 |
| 7                  | x – Milwaukee Bucks       | 44                 | 38                 | .537               | 15,0               | 82                 |
| 8                  | x – Wash. Wizards         | 43                 | 39                 | .524               | 16,0               | 82                 |
|                    |                           |                    |                    |                    |                    |                    |
| 9                  | Detroit Pistons           | 39                 | 43                 | .476               | 20,0               | 82                 |
| 10                 | Charlotte Hornets         | 36                 | 46                 | .439               | 23,0               | 82                 |
| 11                 | N.Y. Knicks               | 29                 | 53                 | .354               | 30,0               | 82                 |
| 12                 | Brooklyn Nets             | 28                 | 54                 | .341               | 31,0               | 82                 |
| 13                 | Chicago Bulls             | 27                 | 55                 | .329               | 32,0               | 82                 |
| 14                 | Orlando Magic             | 25                 | 57                 | .305               | 34,0               | 82                 |
| 15                 | Atlanta Hawks             | 24                 | 58                 | .293               | 35,0               | 82                 |

## Calendario e risultati

### Playoff

#### Primo turno

##### (3) Philadelphia 76ers – (6) Miami Heat
| Playoffs 2018                                | Playoffs 2018                                | Playoffs 2018                                | Playoffs 2018                                | Playoffs 2018                                | Playoffs 2018                                | Playoffs 2018                                | Playoffs 2018                                | Playoffs 2018                                |
| Primo turno: 4–1 (Casa: 2–1; Trasferta: 2–0) | Primo turno: 4–1 (Casa: 2–1; Trasferta: 2–0) | Primo turno: 4–1 (Casa: 2–1; Trasferta: 2–0) | Primo turno: 4–1 (Casa: 2–1; Trasferta: 2–0) | Primo turno: 4–1 (Casa: 2–1; Trasferta: 2–0) | Primo turno: 4–1 (Casa: 2–1; Trasferta: 2–0) | Primo turno: 4–1 (Casa: 2–1; Trasferta: 2–0) | Primo turno: 4–1 (Casa: 2–1; Trasferta: 2–0) | Primo turno: 4–1 (Casa: 2–1; Trasferta: 2–0) |
| Partita                                      | Data                                         | Avversario                                   | Punteggio                                    | Più punti                                    | Più rimbalzi                                 | Più assist                                   | Spettatori                                   | Serie                                        |
| -------------------------------------------- | -------------------------------------------- | -------------------------------------------- | -------------------------------------------- | -------------------------------------------- | -------------------------------------------- | -------------------------------------------- | -------------------------------------------- | -------------------------------------------- |
| 1                                            | 14 aprile                                    | Miami Heat                                   | V 130–103                                    | J. J. Redick (28)                            | Ersan İlyasova (14)                          | Ben Simmons (14)                             | Wells Fargo Center 20.617                    | 1–0                                          |
| 2                                            | 16 aprile                                    | Miami Heat                                   | S 103–113                                    | Ben Simmons (24)                             | Ersan İlyasova (11)                          | Ben Simmons (8)                              | Wells Fargo Center 20.753                    | 1–1                                          |
| 3                                            | 19 aprile                                    | @ Miami Heat                                 | V 128–108                                    | Joel Embiid (23)                             | Ben Simmons (12)                             | Ben Simmons (7)                              | American Airlines Arena 19.812               | 2–1                                          |
| 4                                            | 21 aprile                                    | @ Miami Heat                                 | V 106–102                                    | J. J. Redick (24)                            | Ben Simmons (13)                             | Ben Simmons (10)                             | American Airlines Arena 19.804               | 3–1                                          |
| 5                                            | 24 aprile                                    | Miami Heat                                   | V 104–91                                     | J. J. Redick (27)                            | Joel Embiid (12)                             | Ben Simmons (6)                              | Wells Fargo Center 21.171                    | 4–1                                          |

#### Semifinali di conference

##### (3) Philadelphia 76ers – (2) Boston Celtics
| Playoffs 2018                                             | Playoffs 2018                                             | Playoffs 2018                                             | Playoffs 2018                                             | Playoffs 2018                                             | Playoffs 2018                                             | Playoffs 2018                                             | Playoffs 2018                                             | Playoffs 2018                                             |
| Semifinali di conference: 1–4 (Casa: 1–1; Trasferta: 0–3) | Semifinali di conference: 1–4 (Casa: 1–1; Trasferta: 0–3) | Semifinali di conference: 1–4 (Casa: 1–1; Trasferta: 0–3) | Semifinali di conference: 1–4 (Casa: 1–1; Trasferta: 0–3) | Semifinali di conference: 1–4 (Casa: 1–1; Trasferta: 0–3) | Semifinali di conference: 1–4 (Casa: 1–1; Trasferta: 0–3) | Semifinali di conference: 1–4 (Casa: 1–1; Trasferta: 0–3) | Semifinali di conference: 1–4 (Casa: 1–1; Trasferta: 0–3) | Semifinali di conference: 1–4 (Casa: 1–1; Trasferta: 0–3) |
| Partita                                                   | Data                                                      | Avversario                                                | Punteggio                                                 | Più punti                                                 | Più rimbalzi                                              | Più assist                                                | Spettatori                                                | Serie                                                     |
| --------------------------------------------------------- | --------------------------------------------------------- | --------------------------------------------------------- | --------------------------------------------------------- | --------------------------------------------------------- | --------------------------------------------------------- | --------------------------------------------------------- | --------------------------------------------------------- | --------------------------------------------------------- |
| 1                                                         | 30 aprile                                                 | @ Boston Celtics                                          | S 101–117                                                 | Joel Embiid (31)                                          | Joel Embiid (13)                                          | Ben Simmons (6)                                           | TD Garden 18.624                                          | 0–1                                                       |
| 2                                                         | 3 maggio                                                  | @ Boston Celtics                                          | S 103–108                                                 | J. J. Redick (23)                                         | Joel Embiid (14)                                          | Ben Simmons (7)                                           | TD Garden 18.624                                          | 0–2                                                       |
| 3                                                         | 5 maggio                                                  | Boston Celtics                                            | S 98–101 (OT)                                             | Joel Embiid (22)                                          | Joel Embiid (19)                                          | Ben Simmons (8)                                           | Wells Fargo Center 20.758                                 | 0–3                                                       |
| 4                                                         | 7 maggio                                                  | Boston Celtics                                            | V 103–92                                                  | Dario Šarić (25)                                          | Embiid, Simmons (13)                                      | McConnell, Simmons (5)                                    | Wells Fargo Center 20.936                                 | 1–3                                                       |
| 5                                                         | 9 maggio                                                  | @ Boston Celtics                                          | S 112–114                                                 | Embiid, Šarić (27)                                        | Joel Embiid (12)                                          | McConnell, Simmons (6)                                    | TD Garden 18.624                                          | 1–4                                                       |

## Mercato

### Free Agency

#### Prolungamenti contrattuali
| Giocatore   | Contratto                       |
| ----------- | ------------------------------- |
| Joel Embiid | 5 anni – 148 milioni di dollari |

#### Acquisti
| Giocatore            | Contratto              | Provenienza       |
| -------------------- | ---------------------- | ----------------- |
| Furkan Korkmaz       | 4 luglio 2017          | Anadolu Efes      |
| J.J. Redick          | 8 luglio 2017          | L.A. Clippers     |
| Amir Johnson         | 8 luglio 2017          | Boston Celtics    |
| James Blackmon Jr.   | 30 agosto 2017         | Indiana Hoosiers  |
| James Michael McAdoo | Contratto Two-way      | G.S. Warriors     |
| James Young          | Contratto Two-way      | Wisconsin Herd    |
| Larry Drew           | Contratto di 10 giorni | S. Falls Skyforce |

#### Cessioni
| Giocatore            | Motivo     | Nuova squadra                  |
| -------------------- | ---------- | ------------------------------ |
| Gerald Henderson     | Rilasciato |                                |
| Alex Poythress       | Free agent | Indiana Pacers / F.W. Mad Ants |
| Jacob Pullen         | Rilasciato | Mahram Tehran                  |
| James Michael McAdoo | Rilasciato | A.C. Clippers                  |

### Scambi
| Data            | Acquisito                                                       | Ceduto                                                                                          |
| --------------- | --------------------------------------------------------------- | ----------------------------------------------------------------------------------------------- |
| 19 giugno 2017  | Philadelphia 76ersMarkelle Fultz – (Scelta n.1)                 | Boston CelticsJayson Tatum – (Scelta n.3) Scelta 1º giro Draft 2018 (se scelta 2-5) L.A. Lakers |
| 28 giugno 2017  | Philadelphia 76ersScelta 2º giro Draft 2018 Cash considerations | Houston RocketsShawn Long                                                                       |
| 6 luglio 2017   | Philadelphia 76ersCash considerations                           | Milwaukee BucksSterling Brown (Scelta n.46)                                                     |
| 6 luglio 2017   | Philadelphia 76ersCash considerations                           | L.A. ClippersJawun Evans (Scelta n.39)                                                          |
| 7 dicembre 2017 | Philadelphia 76ersTrevor Booker                                 | Brooklyn NetsJahlil Okafor Nik Stauskas Scelta 2º giro Draft 2019                               |

## Premi individuali
| Assegnato a | Premio                                                | Data premio      | Ref.   |
| ----------- | ----------------------------------------------------- | ---------------- | ------ |
| Ben Simmons | Rookie del mese Eastern Conference (Ottobre/Novembre) | 1 dicembre 2017  | [ 8 ]  |
| Joel Embiid | Giocatore della settimana Eastern Conference          | 22 gennaio 2018  | [ 9 ]  |
| Ben Simmons | Rookie del mese Eastern Conference (Gennaio)          | 1 febbraio 2018  | [ 10 ] |
| Joel Embiid | Giocatore della settimana Eastern Conference          | 13 febbraio 2018 | [ 11 ] |
| Ben Simmons | Rookie del mese Eastern Conference (Febbraio)         | 1 marzo 2018     | [ 12 ] |
| Ben Simmons | Giocatore della settimana Eastern Conference          | 9 aprile 2018    | [ 13 ] |
| Ben Simmons | Rookie del mese Eastern Conference (Marzo/Aprile)     | 12 aprile 2018   | [ 14 ] |
| Brett Brown | Allenatore del mese Eastern Conference (Marzo/Aprile) | 12 aprile 2018   | [ 15 ] |